# 近代史
近代，指接近當今的一個歷史時代，對應到英語：，為歐洲歷史學界常見的三階段（古代，中世紀，近代）分期法中的一段時期，指中世紀文藝復興之後至今這段時間。歐洲歷史學界另一個常見的四階段分期法（古代，中世紀，近世與近代）中，近代為近世（英語：Early modern）之後，意指18世紀法國大革命與工業革命之後至今這段時間。
但在中國史中，近代與現代又有不同定義。近代可以是現代之前的一個時期，相當於近世；而近代又可以被譯為現代（Modern）。於中文語法中，近代和現代又可以合稱近現代，有時近代和現代沒有截然的含義區別，視為同義，相互替代使用。
在中華人民共和國學界，在1990年代後將近代對應到近世（英語：Early modern），而近代之後為現代（Modern）。在台灣學界，主要遵循民國傳統，將現代（Modern）定義為近代，而近代之前為近世（英語：Early modern）。

## 概論
在歐洲，近代大略是前續中世紀、後接工業時代的一段歷史分期。一般以1453年君士坦丁堡陷落等一連串歐洲歷史事件的發生為起點；而以法國革命結束後的1800年為終點。也有人認為近代史以資本主義、帝國主義時期即第一次世界大戰為終點，或以二戰後或冷戰年代為下限。甚至有些人認為現今仍屬於近代史範圍。史學上，古代（上古及中古）和近代在時間點區隔上較無統一說法，但近代和現代通常以一戰爆發的1914年作為時間點區隔。
日本史學界首先將這個名詞引進，英語：被漢譯為现代，譯為近代。經由梁啟超等人，這個名詞被引進中國。但是在一開始，其意義還沒有被固定，如梁啟超將“乾隆末年至今”稱為“近世史”，也就是將近世對應到。
在民國時代，近世與近代的意義被確定下來，近世對應到，而近代對應到。台灣史學界承繼了這個傳統。
中華人民共和國建國後，中國史學界發展出另一個傳統，將譯為現代，而近代對應到。

## 范围
通常，「近代」指的是隨着歐洲各國相繼與世界上其他民族建立聯繫，傳統專制政治崩潰，以自由和民主的建立作為標誌，伴隨着科學技術的日益進步。

### 亚洲

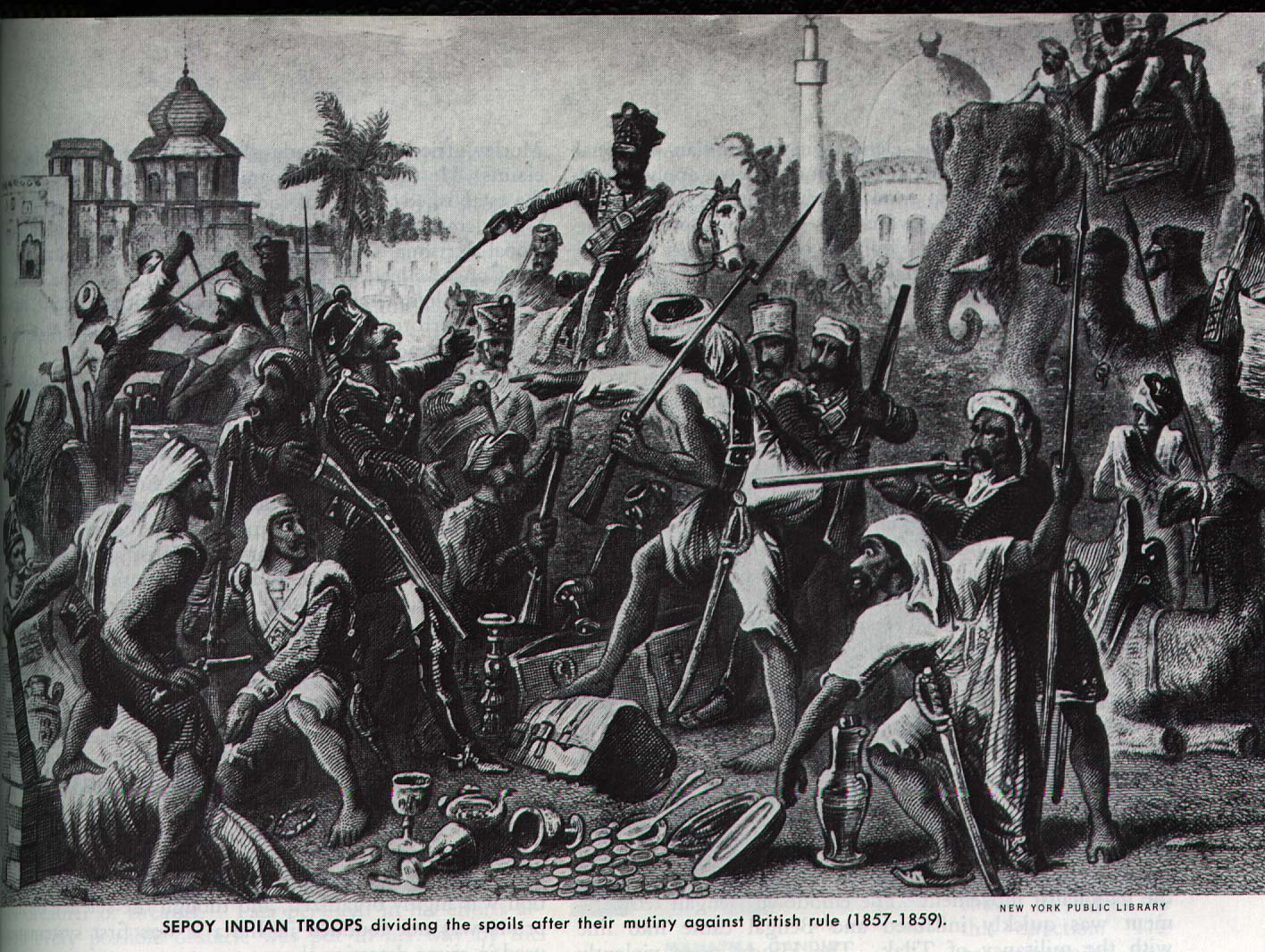
印度民族起义

就亞洲歷史來説，亚洲各国近代史的开端伴随着欧美国家的殖民化扩张，可以说亚洲的近代史就是在歐美各國的殖民地化过程中开始的。

#### 中国大陆
1990年代，中國大陆史學界將中國近代史定於1840年第一次鴉片戰爭至1949年中华人民共和国正式成立。中国共产党和马克思主义史学家认为，鴉片戰爭是中國“半殖民、半封建”社會的開端，中華人民共和國的成立是「半殖民、半封建」的社會的結束。

#### 臺灣
以臺灣歷史而言，自東寧王國開始，經過清治時期，到日治時期開始前為「近世」；日治時期為「近代」，戰後時期至今為「現代」。
另外，根據解讀的不同，也有將荷蘭、西班牙兩國在臺灣的殖民（荷西統治時期）視為近世的開始。

#### 日本
就日本歷史來說，江戶時代為「近世」、戰前為「近代」、戰後為「現代」的觀點獲普遍接受。但是，關於「近代」的起始時間也有兩種說法。一種是以新政府的成立，即明治維新（明治元年、1868年）時對皇室的大政奉還、王政復古為起點，另一種觀點則認為江戶時代末期（幕末）的《神奈川條約》簽訂後的日本開國（嘉永7年、1854年）為起點。

#### 朝鮮半島
就朝鲜歷史來説，大韓帝國的成立（1897年）至日本統治的結束（1945年）為止的這段時期則被視為「近代」的範圍。

#### 越南
就越南历史来说，由法国的殖民地成立（1887年）至南北分裂的结束（1976年）被视为「近代」的范围。